# Limosella acaulis
Limosella acaulis là một loài thực vật có hoa trong họ Huyền sâm. Loài này được Sessé & Moc. mô tả khoa học đầu tiên năm 1894.